# James Sheridan Muspratt
James Sheridan Muspratt, född 8 mars 1821 i Dublin, död 3 februari 1871 i West Derby, Liverpool, var en brittisk kemist. Han var son till upphovsmannen till den engelska sodafabrikationen och förste tillverkaren av mineralgödselmedel efter Justus von Liebigs idéer, James Muspratt (1793-1886).
Muspratt inlade förtjänster på den tekniska kemins område, särskilt genom sitt encyklopediska verk Chemistry, Theoretical, Practical and Analytical as Applied and Relating to the Arts and Manufactures (två band, 1854-58). Verket utkom även i en mycket spridd tysk bearbetning av Friedrich Stohmann och Bruno Kerl under titeln "Theoretische, praktische und analytische Chemie in Anwendung auf Künste und Gewerbe", fjärde upplagan fortsatt av Hans Bunte m.fl. under titeln "Encyklopädisches Handbuch der Technischen Chemie" (1898-1922)